# Костенец скудный
Костенец скудный (лат. Asplenium exiguum)  — вид травянистых папоротников рода Костенец (Asplenium) семейства Костенцовые (Aspleniaceae).

## Ботаническое описание
Многолетнее травянистое растение высотой 4 - 15 см. Листья шириной 0,6 - 2 см, дважды перистые, продолговатой либо ланцетной формы. Черешки с шиловидными чешуйками черно - пурпурного цвета. Перья сидячие, при основании клиновидные, длиной 1 - 1,5 см и шириной 4 - 8 мм. Перышки, сидящие на вершине пера, обратнояйцевидные. Сорусы продолговатые, с покрывальцем, расположены по 1 и 2 в нижней части перышек.
Описан из Индии.

## Экология и распространение
Обитает на каменистых осыпях.
В России встречается в республике Алтай. Вне России обитает в горах Центральной Азии, в Индии и Китае.

## Охранный статус
Занесён в Красную книгу России и региональную Красную книгу Республики Алтай.